# Тульский округ
Тульский округ — административно-территориальная единица Московской области, существовавшая в 1929—1930 годах.
Тульский округ был образован в 1929 году. В его состав вошли территории:
- Тульская губерния без Пахомовского и Тарусского районов; селений Богословка и хутор Первомайский Ново-Никольского района
- Из бывшей Рязанской губернии
  - Скопинский уезд без Пронской волости; селений Михайловской волости (кроме селений Серково, Большие Сельницы, Малые Сельницы, Савинка, Нижняя, Средняя и Верхняя Пурловки, Елисеевка, Кораблинка, Суховка, Жагулы, Калининское, Гришино, Прилучи, Кузнецовка, Митякино, Дмитриево, Ново-дмитриево, Чибисовка, Екимовка, Яблоново, Клинское, Мошоново, Николаевка); Гагаринская волость без селений Федоровское (Новая деревня), Огибалово, Малинки, Покровское, Ольховец 1-й и 2-й, Осовец, Киндяково, Елизаветино, Позднее, посёлок при станции Гагарино, Грязное, Надеждино (Грязновские выселки), Сергиевка (Радовец), Павелково, Волосовка, Коровино, Феняево, Старо-Киркино, Ново-Киркино, Каменский хутор 1-й и 2-й, Федоровка, Николаевка, Чесменка, Березово, Успенское (Печерники), Фирюлевка, Роговое, Садарево; селений Ерлинской волости (кроме Силичи, Чупрынки, Ивашково, Бакланово, посёлок Красная звезда, Роскино, Невзорово, Дубовое, Кулаково, Маклаково, Мамоново, Рюмки 1-е и 2-е, посёлок Красный колодезь, Кошелево, Булычево, Брынницы, Прудки, хутор Голощапов, хутор Чернишный, Старое Казаково, хутор Никитиных, Казаково, Кумино, Наземная, Строилово, Глинки, Гольцево, Моловка, Марьино, Прибытки, Луконетка, хутор Зарецкого, Мурзинка, Ново-александровские выселки); селений Красный уголок и Воронки Скопинской волости
- Из бывшей Московской губернии
  - из Каширского уезда Климовское, Лиховидово и Сениченки Мокринской волости
- Из бывшей Калужской губернии
  - из Лихвинского уезда Сытичский, Березовский, Свинский, Марковский, Карачевский, Костычевский, Ретюньский, Зюзневский сельсоветы Березовской волости.

Центром округа был назначен город Тула.
Округ был разделён на 27 районов:
- Алексинский,
- Арсеньевский,
- Белёвский,
- Богородицкий,
- Венёвский,
- Воловский,
- Горловский,
- Дубенский,
- Епифанский,
- Ефремовский,
- Каменский,
- Крапивенский,
- Куркинский,
- Лаптевский,
- Милославский,
- Михайловский,
- Оболенский,
- Одоевский,
- Плавский,
- Серебряно-Прудский,
- Скопинский,
- Тёпло-Огаревский,
- Тульский,
- Узловский,
- Чернавский,
- Чернский,
- Щёкинский.

23 июля 1930 года Тульский округ, как и большинство остальных округов СССР, был упразднён. Его районы отошли в прямое подчинение Московской области (Постановление ЦИК Союза ССР) (Собрание законов и распоряжений Рабоче-крестьянского Правительства СССР. I отдел. № 37 от 8 августа 1930 г. - ст. 400).